# 5150 (album)
5150 sedmi je album američkog hard rock sastava Van Halen, objavljen u ožujku 1986. godine. To je i prvi album nakon odlaska David Lee Rotha s novim pjevačem Sammy Hagarom, bivšim članom grupe "Montrose". Album je dobio ime po sekciji 5150 koja se bavi psihijatrijskim liječenjem.

## Popis pjesama
Sve pjesme napisali su, Hagar, Alex Van Halen i Eddie Van Halen
1. "Good Enough" – 4:00
2. "Why Can't This Be Love?" – 3:45
3. "Get Up" – 4:35
4. "Dreams" – 4:54
5. "Summer Nights" – 5:04
6. "Best of Both Worlds" – 4:49
7. "Love Walks In" – 5:09
8. ""5150"" – 5:44
9. "Inside" – 5:02

## Osoblje
- Sammy Hagar - vokal, ritam gitara
- Eddie Van Halen - prva gitara, akustična gitara, klavijature, prateći vokali
- Michael Anthony - bas-gitara, prateći vokali
- Alex Van Halen - bubnjevi

Ostalo osoblje
- Producent: Mick Jones, Donn Landee, Eddie Van Halen, Van Halen.
- Aranžer: Ken Deane, Donn Landee
- Mastering: Bobby Hata
- Direktor dizajna: Jeri McManus, Van Halen
- Fotografija: Aaron Rapoport

## Singlovi
Billboard (Sjeverna Amerika)
| Godina | Singl                     | Top lista              | Mjesto |
| ------ | ------------------------- | ---------------------- | ------ |
| 1986   | "Best of Both Worlds"     | Mainstream Rock Tracks | 12     |
| 1986   | "Dreams"                  | Mainstream Rock Tracks | 6      |
| 1986   | "Dreams"                  | The Billboard Hot 100  | 22     |
| 1986   | "Love Walks In"           | Mainstream Rock Tracks | 4      |
| 1986   | "Love Walks In"           | The Billboard Hot 100  | 22     |
| 1986   | "Summer Nights"           | Mainstream Rock Tracks | 33     |
| 1986   | "Why Can't This Be Love?" | Mainstream Rock Tracks | 1      |
| 1986   | "Why Can't This Be Love?" | The Billboard Hot 100  | 3      |